# Laufakana'a
Según la mitología Tongana, Laufakana'a (traducido como hablarle al silencio, es decir, ordenar a los vientos que se calmen) era un dios creador primordial, y su residencia es 'Ata.
En la cosmogonía tongana, el cielo, el mar y la tierra de Pulotu (el inframundo, hogar de las almas de los jefes difuntos) existieron desde los primeros tiempos. Todas las demás tierras fueron creadas posteriormente. Bien fueron arrojadas desde el cielo por Havea Hikule'o o bien fueron pescados por Maui del fondo del océano. Todas las makafonua (rocas) de Hikule'o estaban llenas de desniveles y tendían a saltar (es decir, eran fuente de terremotos) y estaban llenas de agujeros y fosos por su naturaleza volcánica. Las tierras de Maui eran lisas por su naturaleza coralina. 'Ata y 'Eua, las islas que pescó primero, eran bastante montañosas ya que Maui aparentemente no era aún un pescador experto. Su siguiente captura (Tongatapu) la mantuvo mucho más suave.
Los primeros habitantes de 'Ata descendieron directamente del mismo uanga (larvas de mosca, gusano). Estos fueron Kohai, Koau y Momo, los antepasados de todos los demás hombres. En ese momento, el dios Tamapo'uli'alamafoa era el rey del cielo, y ordenó a algunos de los dioses Tangaloa que le dijeran al fa'ahikehe Laufakana'a  (un semidios) que descendiera al reino de la luz (es decir, a la Tierra) para convertirse en gobernante de 'Ata y señor de los vientos. Cada vez que un barco llegaba a 'Ata con tiempo tormentoso, Laufakana'a tenía que escuchar las oraciones de la tripulación y darles un buen viento para navegar. La oración debía consistir en una ofrenda de mā (pan) cocinado en el aceite del coco rallado.
Laufakana'a también trajo consigo una red de pesca especial. Esta típica red-'ata era utilizada por los isleños en ocasiones especiales, como cuando iban a pescar el Tu'i Tonga. Además se le atribuye la concesión a la humanidad del putalinga (una especie de plátano ), el sī ( la planta del ti) y los ñames ngū-'ata y tua-'ata creciendo primero en 'Ata antes de extenderse a las otras islas.